# Alberto de la Hera
Alberto de la Hera y Pérez de la Cuesta (Granada, 18 de septiembre de 1932) es un canonista español.

## Biografía

### Infancia
Hijo primogénito de un farmacéutico sevillano, y de una granadina. La familia llegaría a tener cuatro hijos. Poco después de su nacimiento, la familia regresó a Guadalcanal (Sevilla). Allí realizó los estudios elementales en un colegio de religiosas de las Hernanas de las Escuelas Cristianas.
El estallido de la Guerra civil española les sorprendió en Granada, donde estaban visitando a sus abuelos. Allí se quedaron entre julio y diciembre, cuando regresaron a Guadalcanal, donde había permanecido su padre, que salvó la vida por su condición de farmacéutico. 

### Formación académica
A los ocho años, se desplazó, junto con toda la familia a Sevilla, donde su padre abrió una farmacia, tras vender la de Guadalcanal. Tras concluir el bachillerato en la capital hispalense, en el colegio Villasís de la compañía de Jesús, se matriculó en Derecho y en Filosofía y Letras en la Universidad de Sevilla donde permaneció tres años (1950-1952). En la carrera de Derecho, las clases del catedrático Manuel Giménez Fernández le hicieron interesarse por el Derecho Canónico. Al concluir tercero de Derecho, obtuvo una beca del CSIC con la que se desplazó a Roma, a fin de obtener un doctorado en Derecho Canónico en una universidad pontificia.
Permaneció tres años en el Pontificio Instituto Internacional Angelicum (octubre de 1952-1955), que más tarde sería la Universidad Pontificia de Santo Tomás de Aquino. Allí realizó sucesivamente el Bachillerato en Derecho Canónico pontificio, la Licenciatura, y finalmente el Doctorado. El padre Emmanuele Canzoneri le dirigió la tesis sobre «Los orígenes del Derecho Canónico indiano». En Roma, fue becario del Instituto Jurídico Español, que estaba dirigido por el profesor Rafael Gibert y Sánchez de la Vega.
Mientras tanto, aprovechaba los veranos en España, para estudiar las asignaturas de Derecho y Filosofía y Letras, con el fin de examinarse en septiembre, como alumno libre. Realizó el cuarto curso de Derecho en la Universidad de Madrid (1955), donde se relacionó con los catedráticos Eloy Montero y Alfonso García-Gallo, entre otros. Decidió concluir la carrera de Derecho, como alumno libre, en la Universidad de Granada, mientras que la de Filosofía y Letras la finalizó en Madrid.

### Docencia Universitaria
Poco después, su colega Jaime Delgado Martín, obtuvo la cátedra de Historia General de América en la Universidad de Barcelona y le pidió que le acompañara como profesor ayudante. Allí permaneció dos cursos académicos (septiembre 1955- junio 1957). En 1957 regresó a la Universidad de Madrid, para ponerse a la órdenes de García-Gallo, ayudándole en la cátedra de Historia del Derecho, y en la cátedra de Derecho indiano, situada en la Facultad de Filosofía y Letras (septiembre 1957-junio 1959). Durante esos años compatibilizó el trabajo junto a García-Gallo, con la elaboración de su tesis doctoral en Filosofía y Letras, que realizó sobre «El regalismo borbónico en su proyección indiana», dirigida por el propio García-Gallo.
En 1959, Pedro Lombardía le llamó para que se ocupara de la cátedra la Historia del Derecho Canónico, que comenzaba en el Instituto de Derecho Canónico, germen de la futura Facultad del mismo nombre de la Universidad de Navarra, creada ese mismo año. En Pamplona trabajó con Lombradía y José Orlandis. durante tres años (1959-1962) En 1961, fundaron la revista Ius Canonicum.
En 1962 se marchó a Alemania para estudiar Historia de las Relaciones Iglesia-Estado en el siglo XVIII, como paso previo para obtener una cátedra universitaria. En la Universidad de Bonn estudió Historia del Derecho y Derecho Canónico y asistió a algunas de las clases impartidas por Joseph Ratzinger. Mientras que en la Universidad de Múnich, se encontraba la Escuela de Mörsdorf, donde se enseñaba un Derecho Canónico de naturaleza teológica, una nueva perspectiva que amplió su conocimiento de todas las variantes doctrinales del pensamiento canonístico. Allí asistió a las clases de Klaus Mörsdorf.
En 1964 regresó a Pamplona para preparar las oposiciones a cátedra, que finalmente obtuvo en 1966. Antes de las oposiciones, defendió su tercera tesis doctoral, en esta ocasión en Derecho. Su título: "Relevancia jurídico-canónica de la cohabitación conyugal".
En la Universidad de Murcia, impartió clase como catedrático durante dos años (1966-1967). En 1967 se trasladó a la Universidad de Sevilla (1967-1972). Estando allí tuvo lugar la revisión del Concordato. Alberto de la Hera fue nombrado secretario de la Comisión, creada para la ocasión por el Ministerio de Justicia, en la que se encontraban: los auditores rotales Ramón Lamas y Laureano Pérez Mier y los catedráticos de universidad Antonio Mostaza y Amadeo de Fuenmayor.
En 1971 regresó a la Universidad Complutense de Madrid, para ocupar la cátedra de Historia de la Iglesia en América e Instituciones Canónicas Indianas. En 1975 fue nombrado decano de la Facultad de Filosofía y Letras hasta 1977. Ese año el rector de la UCM, Ángel Vian Ortuño le nombró Vicerrector de Ordenación Académica  (1976-1981).
En 1979, el ministro de Cultura, Manuel Clavero Arévalo le nombró director general de Teatro y Espectáculos, donde permaneció hasta 1980. Ese año, el rector Ángel Vian le llamó para que se reincorporase como Vicerrector. Con la llegada de Amador Schüller, como nuevo rector de la UCM, Alberto de la Hera fue nombrado Secretario General de la Universidad Complutense (1983-1987). En 1995 fundó, junto con Pedro Lombardía, y la ayuda de la UCM, la Editorial Edersa, entre otras  instituciones el Anuario de Derecho Eclesiástico del Estado, 
En 1987 regresó a su Cátedra de Historia de América, donde permaneció hasta 1996. Ese año, la ministra de Justicia, Margarita Mariscal de Gante le nombró director general de Asuntos Religiosos. Incluyó en su equipo a Joaquín Mantecón Sancho y a Rosa María Martínez de Codes, que sería sustituida tiempo después por Joaquín Martínez Gijón.

### Líneas de investigación
Sus principales líneas de investigación son: el Regalismo borbónico; la Introducción al Derecho Canónico; el Derecho matrimonial canónico y civil; y las Relaciones Iglesia-Estado, particularmente en América.

## Asociaciones
- Vicepresidente de la International Religious Liberty Association, con sede en Silver Springs (Estados Unidos)
- Consultor del Consejo Pontificio para la Interpretación de los Textos Legislativos
- Presidente y Miembro del European Consortium for Church and State Research.
- Presidente del Instituto Internacional de Historia del Derecho Indiano
- Presidente de la Asociación Española de Americanistas (Sevilla)
- Vicepresidente de la Consociatio Internationalis Iuris Canonici Promovendo (Roma)
- Director del Anuario de Derecho Eclesiástico del Estado